# Cour suprême du Canada
Pour les autres articles nationaux ou selon les autres juridictions, voir Cour suprême.
Pour les articles homonymes, voir CSC.
La Cour suprême du Canada (CSC ; en anglais : Supreme Court of Canada, SCC) est le plus haut tribunal du Canada. Elle constitue l'ultime recours juridique pour toutes les décisions judiciaires que ce soit en matière civile, pénale, administrative ou constitutionnelle. Les décisions de la Cour se prennent à la majorité des voix. En droit privé, la Cour est compétente en matière de décisions du droit du Québec, de tradition civiliste comme d'ailleurs pour le droit civil des autres provinces, provenant de la tradition de common law.
La Cour se compose de neuf juges, désignés par le gouverneur général, suivant les recommandations du premier ministre du Canada. À l'exception de quelques décisions en matière pénale, la Cour suprême décide elle-même les causes qu'elle entendra. La Cour rend entre 40 et 75 décisions annuellement en appel de décisions des cours provinciales, territoriales et fédérales. Elle siège à Ottawa dans un immeuble massif d’inspiration art déco conçu par l’architecte d'origine québécoise Ernest Cormier.

## Histoire

Monogramme de la Cour suprême.

La création de la Cour fut autorisée par la Loi constitutionnelle de 1867 (autrefois appelée l'Acte de l'Amérique du Nord britannique de 1867). Les premiers projets de loi rattachés à sa création furent présentés au Parlement du Canada en 1869 et furent rejetés en 1870. Cependant, le 8 avril 1875, un nouveau projet de loi fut finalement accepté. Les hommes d’État les plus favorables à la création de la Cour suprême étaient John A. Macdonald, Télesphore Fournier, Alexander Mackenzie et Edward Blake. De 1875 à 1927, le banc de la Cour suprême comprend six juges. En 1927, un septième juge est ajouté sur le banc.
La première session de la Cour fut très courte puisqu'il n'y eut pas de cause à entendre. À ses débuts, la Cour n'était pas encore le tribunal de dernier recours pour tous les citoyens du Canada et ne traitait pas les appels qui étaient du ressort du Comité judiciaire du Conseil privé à Londres. Des dossiers furent donc passés d'une cour d'appel provinciale au comité judiciaire à Londres.
Au fil du temps, le Conseil privé devint de plus en plus impopulaire chez une certaine partie des élites fédérales. Les juges anglais avaient tendance à interpréter la Constitution en faveur des provinces aux dépens du gouvernement fédéral. Pendant la Grande Dépression, les juges anglais décidèrent de considérer comme inconstitutionnelles de nombreuses propositions de réformes sociales du gouvernement libéral fédéral, en dépit du soutien populaire dont il jouissait au Canada. La plupart des gouvernements provinciaux demandèrent au gouvernement fédéral qu'il fasse pression sur le Royaume-Uni afin d'obtenir l'indépendance juridique.
La Cour suprême du Canada devint officiellement la Cour de recours ultime pour des appels dans des affaires pénales en 1933 et pour tous autres appels en 1949. En 1949, le nombre de juges sur le banc passe de sept à neuf, le chiffre actuel de juges.
La Cour suprême du Canada est membre de l'Association des hautes juridictions de cassation des pays ayant en partage l'usage du français (AHJUCAF).

## Désignation des juges

Drapeau de la Cour suprême.

En vertu de la loi canadienne, le gouverneur général nomme tous les juges de la Cour suprême sur les recommandations du Cabinet.
Le processus de nomination a été la source de polémiques ces dernières années, car ces désignations se déroulent rarement sous le regard du Parlement ou des partis politiques d'opposition.
Les partisans de ce système ont argumenté que ces désignations « à l’abri des regards », résultant de la consultation du premier ministre avec des experts, avaient comme conséquence un bien meilleur choix des juges, que celui qui serait réalisé en présence de politiciens d'opposition ayant le pouvoir de débattre ouvertement ou de mettre leur veto.
À partir de 2004, avant qu'une nouvelle procédure de nomination ne commence, une commission parlementaire spéciale fut formée pour examiner les nouvelles candidatures et rédiger un rapport destiné au Parlement, sans que ce comité n'ait le pouvoir d'empêcher le processus des désignations en cas de désaccord. En 2004, alors que ce comité devait exercer son pouvoir pour la première fois, les membres du comité qui appartenaient au parti conservateur du Canada refusèrent de signer le rapport final, qualifiant le processus entier d'« insuffisant ».
Le 24 août 2004, le ministre de la Justice Irwin Cotler annonça la mise en place d'un nouveau processus qui permettra à une commission parlementaire d'examiner les désignations de la Cour suprême, bien que ce comité n'aurait pas le pouvoir de veto sur les désignations. Le 30 août, après une semaine de délibération du comité, le premier ministre du Canada Paul Martin recommanda officiellement Abella et Charron pour les désignations à la Cour. Deux membres conservateurs du comité, Peter MacKay et Vic Toews, refusèrent de signer l'approbation du comité sur les désignations, déclarant que le nouveau processus n'avait pas fourni au comité les informations suffisantes concernant les candidats. Cependant, Martin et Cotler avisèrent qu'ils avaient eu l'impression que le processus avait été suffisamment transparent.
La Loi sur la Cour suprême limite la recevabilité des candidatures aux personnes qui étaient juges dans une Cour supérieure ou aux avocats qui ont exercé pendant au moins dix ans. Les membres du barreau ou de l'ordre judiciaire supérieur du Québec, selon la loi, doivent occuper au moins trois des neuf postes de la Cour suprême du Canada. Par convention, les six postes restants sont répartis de la façon suivante : trois pour l'Ontario, deux pour les provinces occidentales (Manitoba, Saskatchewan, Alberta et Colombie-Britannique) et un pour les provinces atlantiques (Nouveau-Brunswick, Nouvelle-Écosse, Île-du-Prince-Édouard et Terre-Neuve-et-Labrador).
Les juges de la Cour suprême du Canada sont nommés jusqu'à l'âge de 75 ans ou jusqu'à ce qu'ils se retirent.

## Rôle dans le système juridique canadien

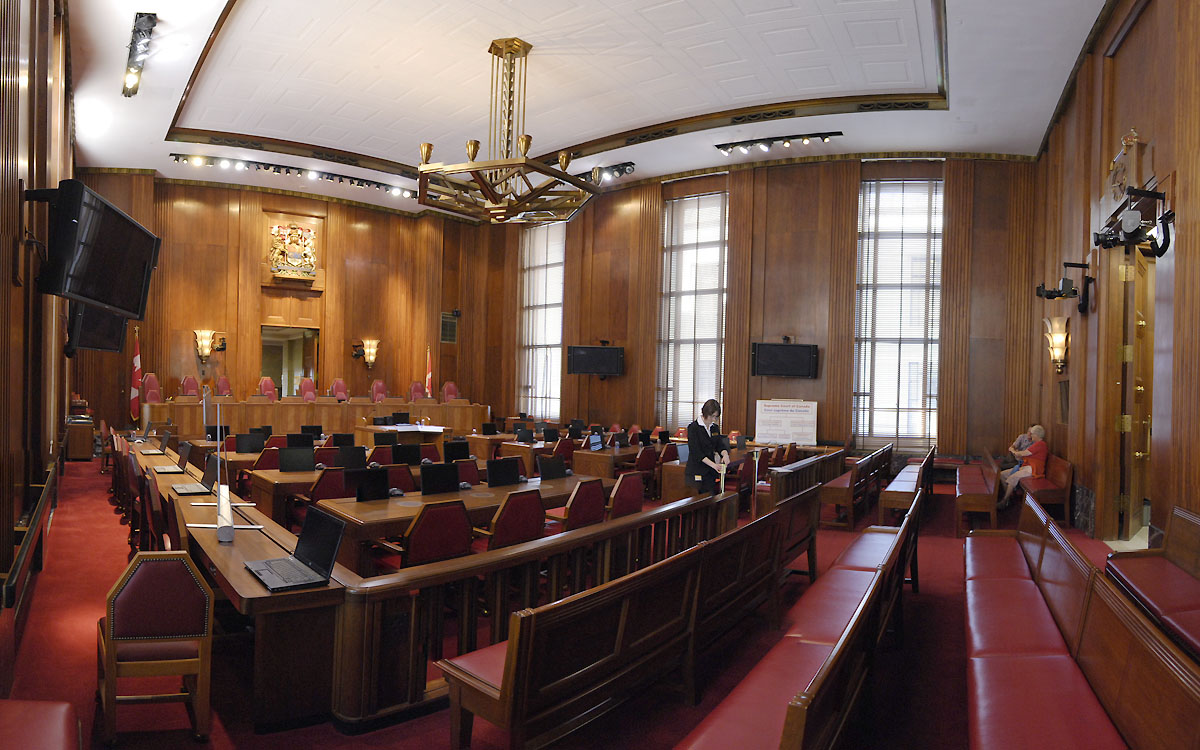
Vue panoramique de la salle d’audience.

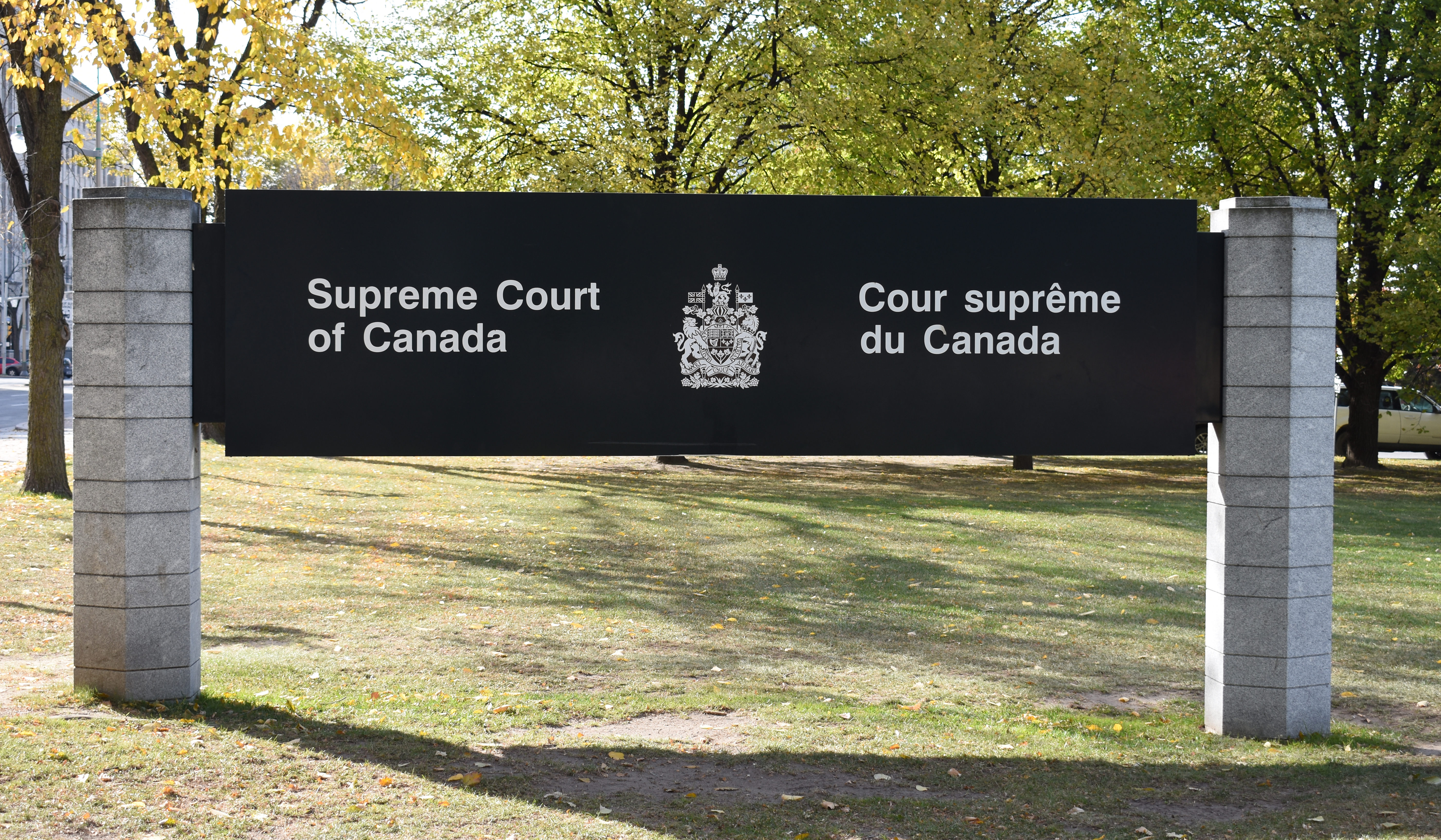
Le signe devant la Cour suprême.

Le système judiciaire canadien peut être vu comme une pyramide, avec une large base constituée par les diverses Cours provinciales et territoriales dont les juges sont nommés par les gouvernements provinciaux ou territoriaux. Au niveau suivant siègent les Cours supérieures des territoires et des provinces dont les juges sont nommés par le gouvernement fédéral. Des appels de jugements de ces Cours supérieures peuvent être examinés par les instances du niveau supérieur, les Cours d'appel provinciales ou territoriales. Il y a également des cours fédérales : la Cour canadienne de l'impôt, la Cour fédérale du Canada, la Cour d'appel fédérale et la Cour d'appel de la Cour martiale du Canada. À la différence des Cours supérieures provinciales, qui exercent une juridiction générale, la juridiction des Cours fédérales est limitée par un statut.
La Cour suprême du Canada entend des appels provenant des Cours provinciales de dernier recours, habituellement des Cours d'appel provinciales ou territoriales, et de la Cour d'appel fédérale. Dans la plupart des affaires, la permission de faire appel doit d'abord être accordée par un panel formé de trois juges de la Cour. Par convention, ce panel n'explique jamais pourquoi il accepte ou rejette une demande de pourvoi. Les cas pour lesquels la demande d'autorisation d'appel n'est pas exigée sont principalement les affaires criminelles et les appels provenant des provinces. Enfin, il reste la possibilité de soumettre une affaire au pouvoir de renvoi du gouvernement fédéral. Dans de tels cas, la Cour suprême est sollicitée par le gouverneur en Conseil (cabinet), pour donner un avis sur des questions qui se rapportent à l'affaire.
Ainsi, la Cour suprême remplit une fonction unique. Elle peut être sollicitée par le « gouverneur en conseil » pour examiner des renvois ou se pencher sur des lois importantes. Les lois soumises à l'attention de la Cour peuvent concerner la constitutionnalité ou l'interprétation de la législation fédérale ou provinciale ou encore le partage des pouvoirs entre les instances fédérales et provinciales du gouvernement.
Toute loi peut être discutée de cette manière. Cependant, la Cour n'est pas souvent invitée à examiner des renvois. Quand elle l'est, la portée de la question évoquée est souvent d'ordre national, par exemple le mariage entre personnes du même sexe.
Des questions constitutionnelles peuvent également être soulevées dans le cadre normal d'appels impliquant différents plaideurs, gouvernements, organismes gouvernementaux ou sociétés de la Couronne. Dans ces cas-ci, les gouvernements fédéraux et provinciaux doivent être avisés de toutes les questions constitutionnelles et peuvent intervenir pour soumettre un dossier et assister à la plaidoirie.

## Les sessions de la Cour
La Cour siège à Ottawa, bien que les plaideurs puissent présenter leur plaidoirie à partir de sites éloignés au moyen d'un système de vidéoconférence. Les auditions de la Cour sont ouvertes au public. La plupart des auditions sont enregistrées sur bandes magnétiques pour la télédiffusion retardée dans les deux langues officielles du Canada (l’anglais et le français). Durant la session, la Cour officie du lundi au vendredi, entendant deux appels par jour. Le quorum s’élève à cinq membres pour les appels. Un panel de sept ou neuf juges entend la plupart des cas.
Le juge en chef du Canada, ou en son absence, le doyen des juges, préside sur la chaise centrale avec les autres juges assis à ses côtés, sur sa droite et sur sa gauche par ordre d'ancienneté de leur désignation. Aux séances de la Cour, les juges apparaissent habituellement dans des robes longues en soie noire mais ils ne portent leurs longues toges de cérémonie, écarlates et lumineuses ornées du vison blanc canadien au tribunal que pour les grandes occasions et au Sénat à l'ouverture de chaque nouvelle session du Parlement.
La décision de la Cour est parfois rendue à la fin de l'audition. Le plus souvent, le jugement est différé pour permettre aux juges d'écrire les motivations de leur décision. Les décisions de la Cour n'ont pas besoin d'être unanimes : une majorité peut décider, malgré des discordances signalées par la minorité. Chaque juge peut dans tous les cas se justifier par écrit s’il décide de le faire.
La Cour suprême a l'ultime pouvoir du contrôle judiciaire sur la validité constitutionnelle des lois fédérales et provinciales canadiennes. Cependant, le Parlement fédéral ou les législatures provinciales peuvent abroger temporairement une loi particulière en appliquant le contrôle judiciaire que prévoient certaines sections de la Charte canadienne des droits et libertés. Pour cela, la disposition de dérogation est apposée à la loi, également connue sous le nom du « pouvoir de réserve ».
Dans une affaire, l'Assemblée nationale du Québec a invoqué ce pouvoir de passer outre une décision de la Cour suprême (Ford v. Québec (P.g.)), qui soutenait que l'une des lois sur la langue du Québec, interdisant l'affichage des sigles commerciaux en anglais, était contradictoire avec la charte fédérale des droits et libertés.
Un juge de la Cour suprême du Canada doit être appelé « Honorable Monsieur (resp. Madame) le juge », et le juge en chef « Très Honorable Monsieur (resp. Madame) le juge en chef du Canada ».

## Controverse sur l'activisme judiciaire
Les militants réformistes, l'Institut de recherche sur les politiques publiques, l'Institut Fraser et divers journalistes de la presse écrite ont allégué que la Cour faisait preuve d'activisme judiciaire. Selon ce point de vue, les juges nommés par le premier ministre seraient en l'état de contrevenir les élus du parlement et d'imposer leurs valeurs sur la société. Beverley McLachlin, juge en chef de la cour, a rétorqué que la cour avait pris une orientation libertarienne et non pas libérale. Elle a tenté de réfuter les allégations selon lesquels les « droits des criminels » sont mieux protégés que les droits des victimes.

## Bilinguisme
En juillet 2025, la Cour suprême du Canada, traduit les documents en français, depuis l'anglais, sur 150 ans de jugements qu'elle a rendus.

## Composition actuelle

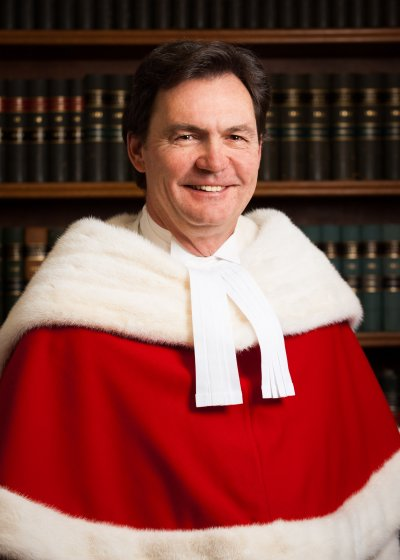
Richard Wagner, juge en chef du Canada.

| Nom                     | Province d'origine      | Nommé par                           | Date de nomination | Retraite obligatoire |
| ----------------------- | ----------------------- | ----------------------------------- | ------------------ | -------------------- |
| Richard Wagner          | Québec                  | Harper Trudeau (comme juge en chef) | 5 octobre 2012     | 2 avril 2032         |
| Andromache Karakatsanis | Ontario                 | Harper                              | 27 octobre 2011    | 3 octobre 2030       |
| Suzanne Côté            | Québec                  | Harper                              | 27 novembre 2014   | 21 septembre 2033    |
| Malcolm Rowe            | Terre-Neuve-et-Labrador | Trudeau                             | 28 octobre 2016    | 27 juin 2028         |
| Sheilah L. Martin       | Alberta                 | Trudeau                             | 18 décembre 2017   | 31 mai 2031          |
| Nicholas Kasirer        | Québec                  | Trudeau                             | 16 septembre 2019  | 2 février 2035       |
| Mahmud Jamal            | Ontario                 | Trudeau                             | 1er juillet 2021   | 20 juillet 2042      |
| Michelle O'Bonsawin     | Ontario                 | Trudeau                             | 1er septembre 2022 | 2 mai 2049           |
| Mary Moreau             | Alberta                 | Trudeau                             | 6 novembre 2023    | 2030-2031            |

- Titulaire du poste de juge en chef du Canada depuis le 18 décembre 2017.

## Autres fonctions
Si le gouverneur général meurt ou quitte le pays pour plus d'un mois, le juge en chef du Canada (ou, si ce poste est vacant, le doyen des juges puînés) exerce la fonction d'administrateur du Canada, et exerce tous les pouvoirs du gouverneur général. Les deux premières personnes à avoir servi en tant qu’administrateur, et ce, pour cause de décès du gouverneur général furent les juges en chef Lyman Poore Duff (en 1940) et Robert Taschereau (en 1967). La juge en chef, Beverley McLachlin, servit comme administratrice le 8 juillet 2005, quand la gouverneure générale Adrienne Clarkson fut hospitalisée pour l’implantation d’un stimulateur cardiaque mais renonça à son pouvoir lorsque la santé de la gouverneure générale s’améliora. Du 23 janvier au 26 juillet 2021, le juge en chef, Richard Wagner a servi comme administrateur à la suite de la démission de la gouverneure générale Julie Payette jusqu'à la nomination de la nouvelle gouverneure générale Mary Simon.

## Décisions notables
- R. c. Morgentaler (1988) sur le droit à l'avortement
- Egan c. Canada sur le droit des homosexuels
- En 2000, la CSC reconnaît le droit aux francophones minoritaires d'avoir accès à une école en français dans la province où ils demeurent[4].
- R. c. Sault Ste-Marie (Ville) définit les trois catégories d'infractions criminelles.
- R. c. Handy qui porte principalement sur la notion de preuve de faits similaires.

En décembre 2011, la Cour suprême du Canada (CSC) entend cinq causes en même temps — une première dans l'histoire du droit au Canada — sur la propriété intellectuelle. Elle a rendu ses jugements au début de juillet 2012 : 
- - Entertainment Software Association c. Société canadienne des auteurs, compositeurs et éditeurs de musique.
  - Rogers Communications Inc. c. Société canadienne des auteurs, compositeurs et éditeurs de musique.
  - Société canadienne des auteurs, compositeurs et éditeurs de musique c. Bell Canada. Alberta (Éducation) c.
  - Canadian Copyright Licensing Agency (Access Copyright).
  - Sonne c. Fédération des associations de propriétaires de cinémas du Canada.

Dans ces jugements, elle établit qu'une nouvelle façon de distribuer un bien (par exemple, la distribution de chansons via Internet à partir des années 1990) ne donne pas le droit d'exiger un tarif supplémentaire. La CSC affirme que l'utilisation équitable « est un droit de l'utilisateur qui doit être interprété de façon large et libérale ». Dans un troisième jugement, elle établit que pour déterminer si le droit d'auteur est respecté, il faut s'appuyer sur la proportion extraite de l'œuvre, et non pas sur la quantité absolue,.
- R. c. Mabior. En octobre 2012, la CSC « juge qu'une personne séropositive ne commet pas un acte criminel en n'informant pas son partenaire sexuel de son état » si elle respecte deux conditions : « qu'un condom soit utilisé et que sa charge virale soit faible ou non détectable »[7].
- Teva Canada Ltée c. Pfizer Canada Inc. En novembre 2012, la CSC rend invalide le brevet sur le Viagra détenu par Pfizer[8].
- R. c. N.S. En décembre 2012, la CSC a rendu un jugement partagé sur le port du niqab dans une cour de justice. « Devant les tribunaux, une femme pourra témoigner en conservant son niqab, mais seulement dans certaines situations »[9].
- Mouvement laïque québécois c. Saguenay (Ville). En avril 2015, la CSC juge que la prière du maire de Saguenay Jean Tremblay, faite avant le début de chaque séance du conseil municipal, porte atteinte au « droit à la liberté de religion de ses concitoyens » et que « le règlement municipal concernant la prière contrevient à l'obligation de neutralité religieuse de l'État »[10].
- Conseil scolaire francophone de la Colombie‑Britannique c. Colombie‑Britannique. Le même mois, la CSC rend un verdict favorable à des parents francophones demeurant en Colombie-Britannique. Cette province « a enfreint le droit constitutionnel à l'instruction d'une communauté francophone en mettant à sa disposition des installations scolaires de qualité insuffisante ». Ce jugement « pourrait faire jurisprudence » dans les autres provinces où le français est minoritaire[11].
- Renvoi relatif à la Loi sur la non‑discrimination génétique. En juin 2020, la CSC déclare constitutionnelle la Loi sur la non-discrimination génétique, adoptée par des députés libéraux d'arrière-ban (sans le soutien officiel du parti libéral) et des députés de l'opposition[12] puis mise en vigueur en 2017[13], bien que le gouvernement du Canada et le gouvernement du Québec l'aient déclaré « inconstitutionnelle », alors que la Cour d'appel du Québec a statué qu'elle « ne relevait pas du droit criminel, mais plutôt de la propriété et des droits civils », qui sont de juridiction provinciale[12]. La loi « vise à prévenir la discrimination génétique en interdisant à quiconque d’imposer un test génétique ou d’obtenir l’accès à des informations perçues à travers des tests génétiques avant de fournir un service »[14].
- Renvois relatifs à la Loi sur la tarification de la pollution causée par les gaz à effet de serre. En mars 2021, la CSC donne raison au gouvernement du Canada (GC) dans un procès qui l'oppose aux gouvernements de trois provinces : Alberta, Ontario et Saskatchewan, qui affirment que la taxe carbone imposée par le GC empiète sur les champs de compétences des provinces (les provinces du Québec et du Manitoba soutiennent les trois provinces plaignantes sans participer aux débats). La CSC soutient que la taxe est « une mesure essentielle » dans la lutte aux gaz à effet de serre. Le juge en chef déclare : « La lutte aux changements climatiques requiert une action collective à l’échelle nationale et internationale, et ce, en raison du fait que, de par leur nature même, les GES ne connaissent pas de frontières »[15].

### Citations originales
1. ↑  (en) « is a user's right that must be interpreted in a broad and liberal manner »